# Koukourgi
Koukourgi ist eine Opéra-comique von Luigi Cherubini von 1792/93 auf ein Libretto von Honoré-Nicolas-Marie Duveyrier. Das Werk blieb zu Lebzeiten der Autoren unvollendet und unaufgeführt. Die Uraufführung in vervollständigter Fassung fand in einer szenischen Produktion 2010 am Stadttheater Klagenfurt statt.

## Inhalt

### Erster Akt
Amazan wuchs nach dem Tod seiner Eltern auf dem Schloss Fohis auf. Wegen seiner Liebe zu Zulma, der Tochter Fohis, wurde er von diesem aus dem Schloss gejagt. In einem nahen Wald hat Amazan sich zusammen mit seinem Lehrer Sécuro versteckt. Der fordert Amazan auf, die Hoffnung nicht aufzugeben. Doch Amazan möchte am liebsten sterben. Der Diener Phaor ist den ins Land eingefallen Tartaren entkommen und berichtet von der Belagerung des Schlosses. Er bittet Amazan und Sécuro, mit ihm zu fliehen, um dem sicheren Tod zu entgehen. Amazan weigert sich, da er um Zulma bangt. Da naht das chinesische Heer. Zulma, die den Tartaren entkommen ist, fleht den Truppenführer Koukourgi an, ihren Vater Fohi zu befreien. Auch die aus dem Schloss geflohenen Männer sollen gegen die Tartaren kämpfen. Doch Sécuro entzieht sich diesem Aufruf, weil er ein Mann des Geistes, Phaor, weil er ein Hasenfuß ist. Auch Koukourgi entpuppt sich als Feigling und Muttersöhnchen. Er übergibt Amazan das Kommando über seine Soldaten. Koukourgi erklärt Zulma seine Liebe und fordert sie auf, bei ihm zu bleiben. Sie weigert sich. So ziehen schließlich doch alle gemeinsam in die Schlacht.

### Zweiter Akt
Die Schlacht ist geschlagen, die Tartaren scheinen besiegt. Im Schloss feiert Koukourgi trunken den Sieg, während Amazan hofft, dass sein Name als Kriegsheld in die Geschichte eingeht. Zulma konnte ihren Vater bisher im Schloss nicht finden. Erneut bittet sie Koukourgi, ihr zu helfen, aber der  macht sich über sie lustig. Er befiehlt eine neue Suche, obwohl er eigentlich vermutet, dass Fohi von den Tartaren aufgefressen wurde. Ein Offizier macht auf dumpfe Geräusche aufmerksam, die aus den Kellergewölben nach oben dringen. Koukourgi will sofort fliehen, aber Amazan erklärt sich bereit, mit den Soldaten die Gewölbe zu untersuchen. Als Zulmas Name von unten gerufen wird, wittert Koukourgi Verrat und denkt, sie stehe auf der Seite der Tartaren. Doch ehe er sie festnehmen kann, öffnet sich eine geheime Tür zum Keller: Amazan und seine Truppen haben Fohi befreit. Amazan hofft als Belohnung für seine Tapferkeit auf die Hand Zulmas, aber Fohi sieht in Koukourgi, dem Sohn des berühmten Generals Zamti, eine bessere Partie für seine Tochter. Mit Drohungen, falscher Freundschaft und Berechnung versteht es Koukourgi, Amazan zu benachteiligen. Da wird ein neuer Angriff der Tartaren gemeldet. Wütend rüstet sich Amazan für einen neuen Kampf, um sich so Fohis Einverständnis zur Heirat mit Zulma doch noch zu verdienen. Koukourgi untergräbt dieses Vorhaben, indem er Amazan seine schwächsten Soldaten zur Seite stellt. Fohi fordert Koukourgi auf, ebenfalls das Schwert zu ergreifen. Aber dazu hat dieser weder Mut noch Lust – er gibt sich der Müdigkeit hin, bis ihn der Schlaf ganz überwältigt.

### Dritter Akt
Koukourgi, Sécuro und Phaor haben die Schlacht verschlafen: Der immer unbekümmerte Phaor träumt von einem Festmahl im Schlaraffenland. Koukourgi glaubt sich allein und schutzlos und ruft seine Soldaten um Hilfe. Der Schlaf von Sécuro wird – wie gewöhnlich – durch die Angst um seinen Ziehsohn Amazan gestört. Vor Koukourgis Berühmtheit und Macht will Sécuro sich nicht beugen. In seinen Augen zählen nur Wahrheit und Freiheit. Phaor ist schwach und zaghaft und ein Sklave seiner Angst. Seiner Meinung nach herrscht die Angst auf der ganzen Welt – sowohl im Krieg, als auch im Frieden. Koukourgi versucht erneut, Zulmas Gunst zu gewinnen, erntet jedoch nur ihren Abscheu. Die Tartaren sind endgültig besiegt, mit der siegreichen Armee trifft General Zamti ein. Der Feldherr erklärt, dass er die Ehre, die ihm alle entgegenbringen, nicht verdient: Amazan allein gebühre der Ruhm. Zamti ernennt den Kriegshelden Amazan zum Hüter der Gesetze Chinas und zum Nachfolger Koukourgis. Dieser, entmachtet und degradiert, ist nicht verzweifelt, sondern fühlt sich erleichtert. Fohi willigt endlich in die Verbindung von Zulma und Amazan ein. Alle preisen die Liebe, die alle Widrigkeiten überwunden hat.

## Musiknummern

### Erster Akt
- Ouvertüre [†]
- Nr. 1 Duo „O ciel, ô ciel que devenir“ (Amazan, Sécuro)
- Nr. 2 Air „Si l’instant de ton existence“ (Sécuro)
- Nr. 3 Trio „Ne me poursuit-on pas?“ (Amazan, Sécuro, Phaor)
- Nr. 4 Duo „La foudre s’avance en grondant“ (Sécuro, Phaor)
- Nr. 5 Marche
- Nr. 6 Air „Ma mère avait sur mon berceau“ (Zulma)
- Nr. 7 Finale „Allons, allons, Qu’on leur donne des armes“ (Koukourgi, Amazan, Zulma, Sécuro, Phaor, ein Soldat, Soldaten)

### Zweiter Akt
- Nr. 8 Duo „Il est bien doux de boire“ (Amazan, Koukourgi)
- Nr. 9 Morceau d’ensemble „Soulagez mon cœur éperdu“ (Zulma, Amazan, Koukourgi, Sécuro, Phaor, ein Offizier, Gefolge Zulmas, Soldaten)
- Nr. 10 Couplets „Je suis à ne rien déguiser“ (Koukourgi)
- Nr. 11 Duo „Tu connais quelle est ma puissance“ (Amazan, Koukourgi)
- Nr. 12 Finale „Le désespoir anime mon courage“ (Zulma, Amazan, Koukourgi, Fohi, Sécuro, Phaor, ein Offizier)

### Dritter Akt
- Nr. 13 Trio „À moi, soldats“ (Koukourgi, Sécuro, Phaor)
- Nr. 14 Air „Vos grandeurs, votre puissance“ (Sécuro)
- Nr. 15 Air „Laissez-moi faire, j’imagine...“ (Phaor)
- Nr. 16 Duo „Je l’ai mis là, rien ne m’arrête“ (Zulma, Koukourgi)
- Nr. 17a Récitatif „Le général s’avance dans ces lieux“ (Amazan)
- Nr. 17b Marche
- Nr. 17c Air „Je ne mérite pas l’honneur“ (Zamti)
- Nr. 18 Morceau d’ensemble „Des succès d’un si beau jour“ (Zulma, Amazan, Koukourgi, Zamti, Fohi, der Bonze, Gefolge Zulmas, Soldaten)
- Nr. 19 Finale „Vive l’amour!“ (Zulma, Amazan, Koukourgi, Zamti, Fohi, Sécuro, Phaor, der Bonze, ein Offizier, Gefolge Zulmas, Soldaten) [‡]

In die Edition 2010 aufgenommene Musiken aus anderen Werken Cherubinis:

† Ouvertüre zur Oper Ifigenia in Aulide (Turin 1788)

‡ Schlusschor von Cherubini zur Oper La molinara von Giovanni Paisiello (Paris 1789)

## Orchesterbesetzung
2 Flöten (2. auch Piccolo), 2 Oboen, 2 Klarinetten, 2 Fagotte, 2 Hörner, 2 Trompeten, Pauken, Schlagzeug (große und kleine Trommel, Becken), Streicher

## Hintergrund
Koukourgi konterkariert die zeitgenössische China-Mode ebenso wie das zur Entstehungszeit beliebte Genre der Rettungsoper, indem der Titelheld, der vermeintliche Retter und gute Orientale, sich als feiger, fauler, niederträchtiger und verfressener Anti-Heros entpuppt –  ein komischer Schurke, der überhaupt keine Ambitionen zum Regieren hat, vielmehr mit Freude auf jeglichen Herrschaftsanspruch verzichtet. Der Name Koukourgi dürfte sich vom französischen Wort „courge“ = Kürbis ableiten und verweist vermutlich auf ein provenzalisches Sprichwort: „À la descente, les courges y vont toutes seules.“ (Hinab rollt der Kürbis von ganz allein.)
Koukourgi entstand ebenso wie seine noch im 19. Jahrhundert äußerst erfolgreichen Werke Lodoïska (1791), Eliza, ou Le Voyage aux glaciers du Mont Saint-Bernard (1794), Médée (1797), und Les deux journées (Der Wasserträger, 1800) während Cherubinis erster Pariser Phase, bevor er sich in der Auseinandersetzung mit den Folgen der Französischen Revolution erst in die Normandie, später nach Belgien zurückzog. In Paris wirkte er von 1789 bis 1792 als musikalischer Leiter des Théâtre Feydeau und entwickelte als Komponist neue Formen der Gattung Oper.
Dass Koukourgi zur Zeit der Entstehung unaufgeführt blieb, war eine Folge der abenteuerlichen Flucht des Librettisten, seines Zeichens Anwalt und Mitglied der Pariser Kommune von 1792, aus den Wirren der Pariser Terrorherrschaft und die faktische Wiedereinführung der Zensur im August 1793. Während die zwischen den Musikstücken gesprochenen originalen Dialoge verschollen sind, hat sich das Partiturmanuskript aus Cherubinis eigener Hand mit Ausnahme der Ouvertüre und weniger Takte des Finales vollständig erhalten. Die 18 Musiknummern des Werkes (sechs Arien, vier Duette, drei Terzette, ein Sextett mit Doppelchor, drei große Chorfinali sowie ein Instrumentalsatz) enthalten Parodien auf andere Gattungen wie die Tragédie lyrique (Unwetterszene) oder Revolutionsmusik (Märsche); besonders originell wirkt das Traum-Ensemble der drei grotesken Männerfiguren, deren scheinbar völlig zusammenhanglose Sätze eher an ein absurdes Theaterstück als an eine Oper des späten 18. Jahrhunderts denken lassen.
Nachdem die Zeitumstände 1793 eine Uraufführung des Stücks verhindert hatten, übernahm Cherubini Teile der Musik in seine letzte, 1833 uraufgeführte Oper Ali-Baba ou les quarante voleurs. In deren Entstehungsprozess, der bis in die Mitte der 1820er Jahre zurückreicht, wurden die originalen Kompositionen teilweise sehr stark verändert.
Die Bühnen-Uraufführung von Koukourgi in kritischer vervollständigter Ausgabe von Heiko Cullmann fand in der Spielzeit 2010/11 im Stadttheater Klagenfurt in der Regie von Josef E. Köpplinger und unter der musikalischen Leitung von Peter Marschik statt; Bühnenbild: Johannes Leiacker, Kostüme: Marie-Luise Walek, Choreografie: Karl Alfred Schreiner.

„Nun weiß die Musikwelt, dass Cherubini mit Koukourgi eine vorweggenommene Offenbachiade komponiert hat. Da kommt es auf die komischen Situationen an, die Anlass geben zu pfiffiger, pointierter, witzig-geistreicher Musik … Die Musik [verläuft] vornehmlich in quicken Tempi, flotten Nummern, zackig marschierenden Rhythmen, mit tonmalerischen Effekten (Gewittermusik), experimentierfreudigen Ensembles und einer originellen simultanen Dreifach-Traumsequenz … Wieder einmal zeigt die Gattung der Opéra-comique, die französische Volksoper, dass sie Ungewöhnliches hervorzubringen vermochte.“

## Einspielung
2012 als DVD in einem Live-Mitschnitt der Uraufführungs-Produktion am Stadttheater Klagenfurt 2010; Fohi: Stefan Cerny, Zulma: Çiğdem Soyarslan, Zamti: Leonardo Galeazzi, Koukourgi: Daniel Prohaska, Phaor: Peter Edelmann, Amazan: Johannes Chum, Sécuro: Daniel Belcher, Ein Soldat: Alexander Puhrer, Der Bonze: Kap-Sung Ahn; Chor des Stadttheaters Klagenfurt; Kärntner Sinfonieorchester (Arthaus Musik 101 638).